# Aaron Schneider
Aaron E. Schneider (ur. 26 lipca 1965 w Springfield, Illinois) – amerykański reżyser i operator filmowy. Laureat Oscara 2004 za najlepszy krótkometrażowy film aktorski.
Ukończył University of Southern California. Przez wiele lat pracował jako operator filmowy, głównie na potrzeby telewizji. Pracował również przy produkcjach kinowych, był autorem zdjęć do Kolekcjonera i komediodramatu Simon Birch. Jako reżyser debiutował w 2003 krótkometrażówką Two Soldiers. Zrealizowany na podstawie utworu Williama Faulknera film został w następnym roku uhonorowany Oscarem za najlepszy krótkometrażowy film aktorski. W pełnym metrażu debiutował w 2009 roku czarną komedią Aż po grób. Obraz został zrealizowany w gwiazdorskiej obsadzie, główne role grają Robert Duvall, Sissy Spacek oraz Bill Murray. Jego akcja rozgrywa się w czasach wielkiego kryzysu, a Duvall gra Felixa Busha, siedemdziesięciolatka planującego zorganizować swoją stypę jeszcze za życia.

## Reżyseria
- Aż po grób (tytuł oryg. Get Low) (2009)
- Two Soldiers (Oscar w 2004) (2004)